# Zheng He
Pour la sonde spatiale chinoise, voir Zheng He (sonde spatiale).
Pour les articles homonymes, voir Zheng (homonymie).
Dans ce nom chinois, le nom de famille, Zheng, précède le nom personnel.
Zheng He (1371 – 1433) (chinois simplifié : 郑和 ; chinois traditionnel : 鄭和 ; pinyin : Zhèng Hé ; Wade : Cheng⁴ Ho² ; EFEO : Tch'eng Ho, arabe : حجّي محمود [Ḥaǧǧī Maḥmūd]) est un eunuque chinois musulman et un explorateur maritime célèbre, que ses voyages amenèrent jusqu'au Moyen-Orient et en Afrique de l'Est.
Il est l'un des rares à se voir attribuer le titre bouddhique de Sanbao taijian (chinois simplifié : 三宝太监 ; chinois traditionnel : 三寶太監 ; pinyin : Sānbǎo tàijiàn ; Wade : San¹-pao³ t'ai⁴chien¹), « Grand Eunuque aux trois joyaux ».

## Biographie

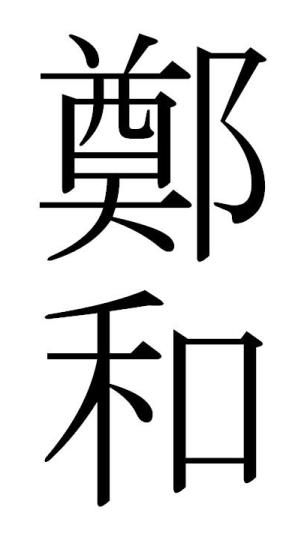
Idéogrammes pour Zheng He.

Né en 1371 dans la province du Yunnan, dans le sud-ouest de la Chine, son nom initial est Mǎ Sānbǎo (chinois simplifié : 马三宝 ; chinois traditionnel : 馬三寶 ; pinyin : Mǎ Sānbǎo ; Wade : Ma³ San¹-pao³). Zheng He était un Hui, un Chinois musulman. Il est également possible qu'il soit d'origine cham musulmane, lorsque le royaume Champâ arrivait jusqu'à la bordure méridionale du Tonkin avec le Yunnan au Nord. Le préfixe honorifique Hadji (Al hadj) indique qu'il est allé à La Mecque, comme son père et son grand-père. Le trône impérial a eu plusieurs hauts dignitaires d'origines ethniques diverses.
On ne connaît que peu de choses sur son enfance. Descendant direct de Sayyid Ajjal Shams al-Din Omar, le premier gouverneur du Yunnan nommé par la dynastie mongole des Yuan au XIIIe siècle, il est lui-même fils du gouverneur du Yunnan. Lors de son enfance, la province est envahie par l'armée impériale, campagne au cours de laquelle son père trouve la mort.

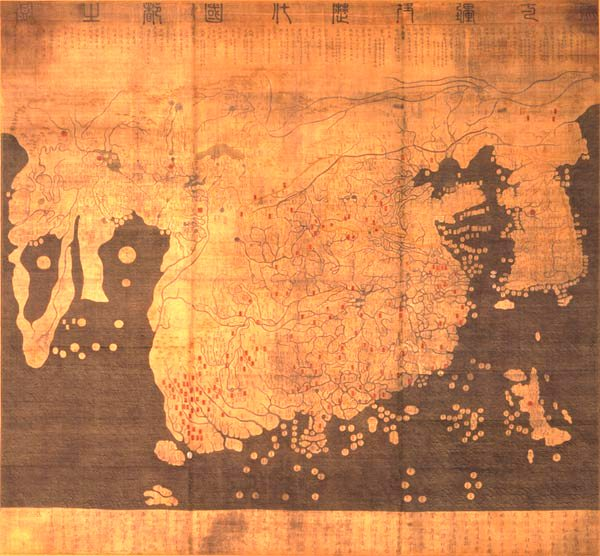
Carte historique des pays et des villes de 1402, dite carte Kangnido, réalisée d'après des cartes chinoises de 1330 et 1370 et des données persanes.

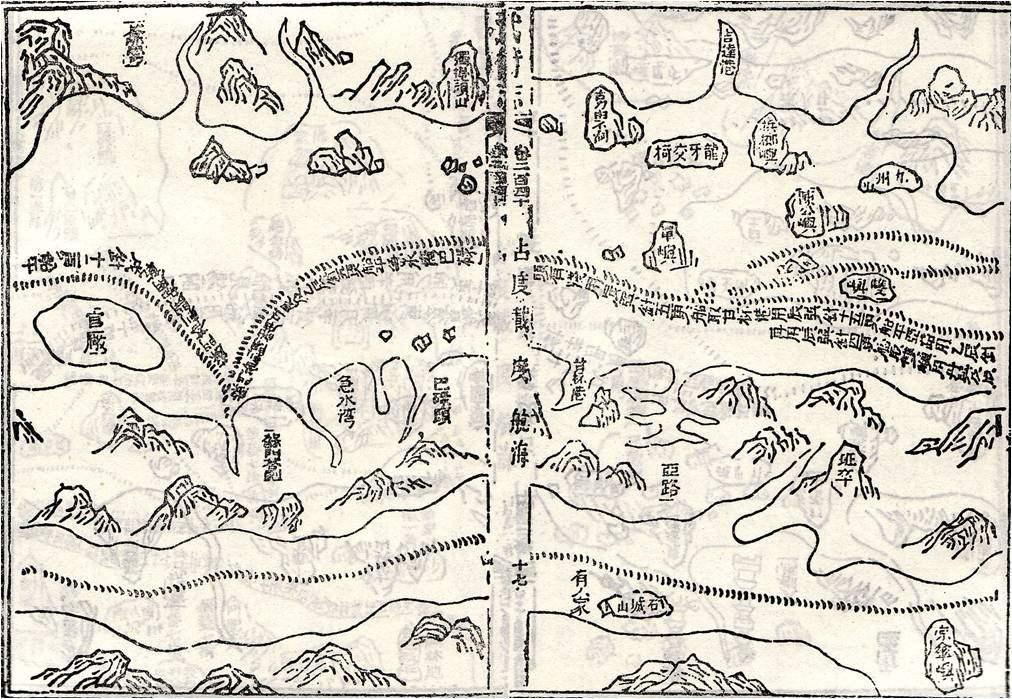
Carte chinoise décrivant les expéditions de Zheng He.

Âgé de 13 ans, lui-même est capturé et castré, comme il est de coutume pour les fils des chefs de guerre rivaux prisonniers, destinés à faire partie des eunuques de la Cour impériale, un rôle offrant une relation privilégiée avec l'empereur. Il gravit peu à peu les échelons.
Il entre bientôt dans les faveurs de Zhu Di, Prince de Yan. Ce prince ambitieux, dont il devient l'un des stratèges, usurpe le trône impérial de Chine en 1402 sous le nom de Yongle  (ce qui signifie « Félicité éternelle »), devenant ainsi le troisième empereur de la dynastie Ming.
En 1404, après la bataille de Zhenglunba près de Pékin, Mǎ Sānbǎo change son nom en Zheng He, titre honorifique qui lui vaudra bientôt d'être choisi pour commander la plus imposante marine du monde.
En ce qui concerne son rapport au monde, le troisième empereur Ming, reste unique dans les annales de la Chine : Yongle désire en effet étendre les limites de son empire aussi bien vers le Nord (transfert de la capitale de Nankin à Pékin en 1409) que vers le sud (occupation du royaume du Đại Việt en 1407). Mais, surtout, il entreprend une campagne d'exploration à une échelle qui n'a jamais été aussi vaste dans l'histoire chinoise.
Il fait de Zheng He l'amiral de la flotte impériale, sans que celui-ci ne soit jamais allé en mer. Il lance la construction de centaines de navires à Nankin, alors capitale impériale, sur le Yangzi Jiang (ce qui réduira de moitié la couverture forestière du sud de la Chine) et ordonne de grandes expéditions exploratrices dans tout l'océan Indien. 
En tant qu'amiral, Zheng He effectue sept voyages de 1405 à 1433.
Le successeur de Yongle, Hongxi, éphémère quatrième empereur Ming (1424-1425), interrompt ces expéditions pour des raisons budgétaires, et nomme Zheng He Défenseur de Nankin. À ce titre, celui-ci dirige les travaux d'édification de la Pagode de porcelaine, considérée comme l'une des « merveilles du monde » à l'âge classique.
Après la mort de l'empereur Hongxi en 1425, son successeur, Xuande (1425-1435), reprend les idées de Yongle et commande une septième expédition, la plus importante de toutes et celle qui ira le plus loin.

## La flotte chinoise

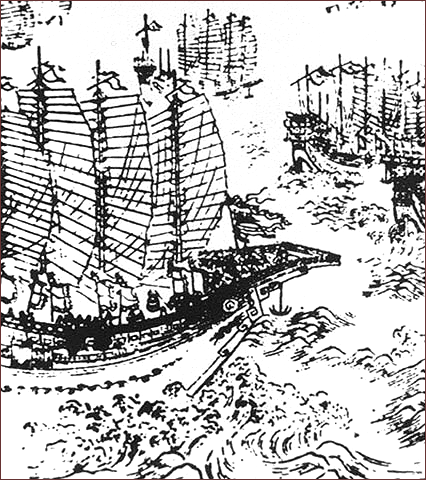
Xylographie représentant la flotte de Zheng He.

La flotte compte environ 69 vaisseaux et 30 000 hommes à son apogée.

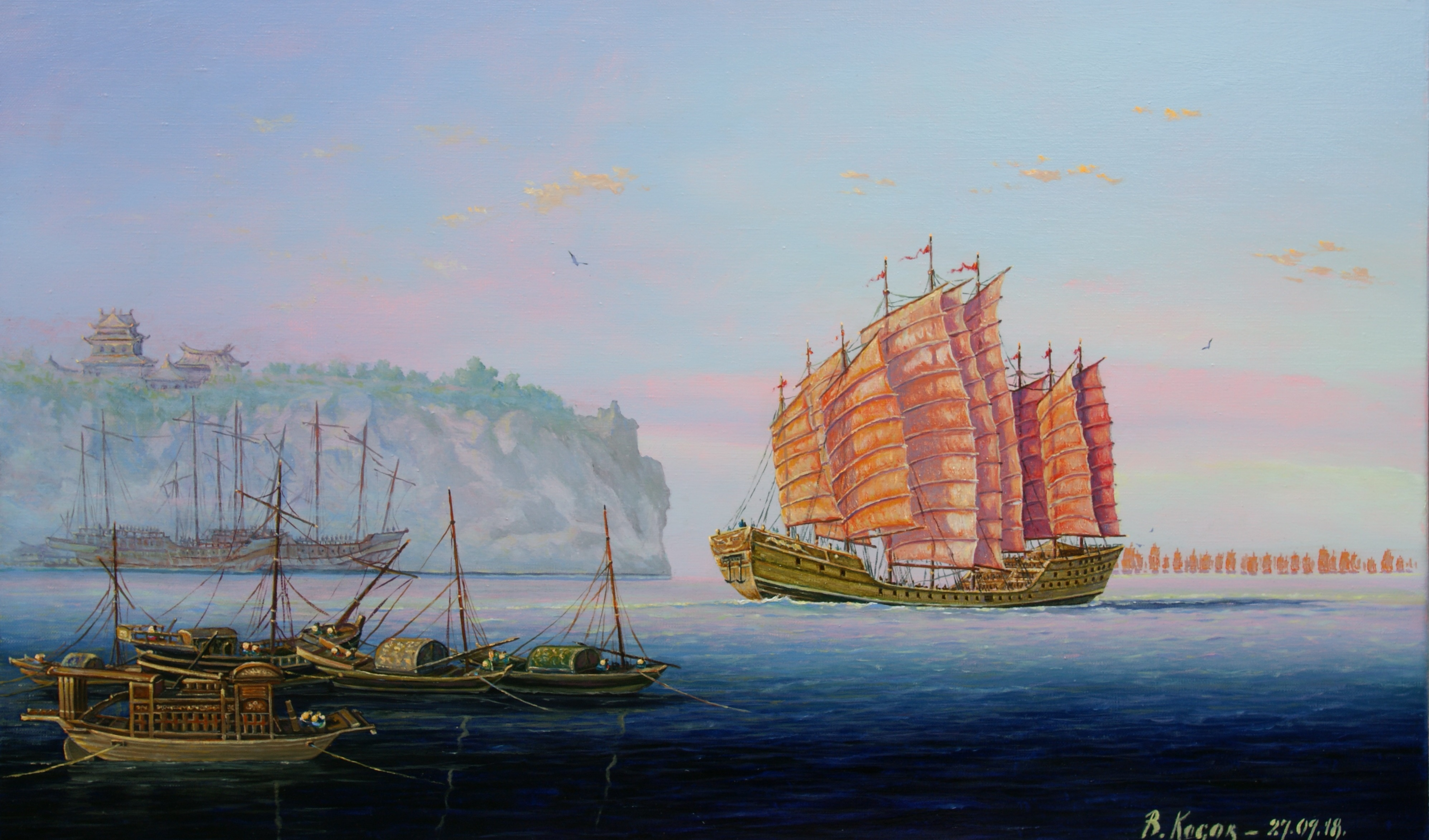
Navire au trésor Zheng He.

Après la découverte d'un gouvernail énorme lors de fouilles dans le sud-est de la Chine et en se fondant sur un récit datant de près de 100 ans après l'époque de Zheng He, certains spécialistes affirment que ces vaisseaux pouvaient atteindre 138 mètres de long et 55 mètres de large et comptaient neuf mâts.
Un parchemin bouddhiste datant de l'époque de Zheng He et représentant des vaisseaux à quatre mâts semble infirmer cette thèse : ceux-ci n'auraient alors mesuré qu'une soixantaine de mètres de long.
Ces dimensions sont comparables à celles des grandes « caraques » des marines européennes, à la même époque (les navires d'exploration sont nécessairement plus petits et plus maniables, comme la caraque Santa Maria de Christophe Colomb, construite environ 70 ans plus tard, qui mesurait trente mètres de long et huit mètres de large).

## Les expéditions chinoises authentifiées

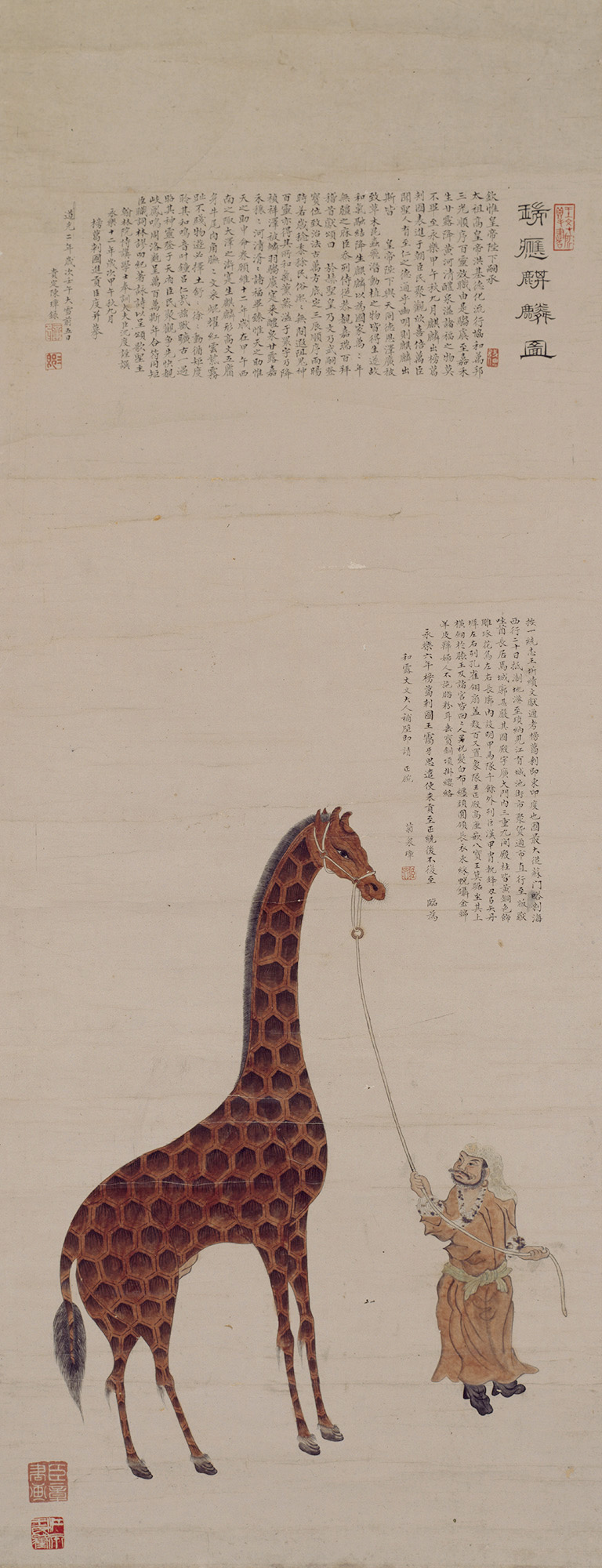
La girafe ramenée par Zheng He en 1414 fut qualifiée de qilin. Peinture de Shen Du, artiste de la cour des Ming.

La préparation des expéditions est méticuleuse, avec par exemple la fondation d'un institut des langues étrangères à Nankin.
Les échanges commerciaux sont nombreux. D'un de ces voyages, il ramène une girafe de Malindi, un bourg swahili (actuel Kenya), qui est considérée en Chine comme un exemplaire du qilin, un animal légendaire. De l'or, de l'argent, de la porcelaine et de la soie sont échangés contre de l'ivoire et des animaux exotiques, tels le zèbre, le dromadaire ou l'autruche.
Zheng He explore, durant toutes ces années de voyage :
- les côtes de l'Asie du Sud-Est (notamment Java et Sumatra dans l'actuelle Indonésie) ;
- de nombreuses îles de l'océan Indien (notamment l'actuel Sri Lanka).

La dernière expédition de Zheng-He.

Il remonte la mer Rouge jusqu'en Égypte et descend les côtes africaines jusqu'au Mozambique.
C'est à la suite d'une de ces expéditions qu'en 1414, le sultan de Malindi (dans l'actuel Kenya) inaugure des relations diplomatiques avec la Chine.
Ces expéditions offrirent des occasions militaires : Zheng He mit un terme aux raids du pirate Chen Zuyi dans le détroit de Malacca, qui relie l'océan Indien à la mer de Chine méridionale. Par ailleurs, il affronte avec succès, sur terre, les forces du Royaume de Kotte (actuel Sri Lanka).
À la différence des Portugais, les voyages d'exploration entrepris par les Chinois ne débouchèrent pas sur une entreprise d'expansion outre-mer.
Avant ces explorations, la seule autre expédition chinoise lointaine documentée est celle du moine Xuanzang pour rapporter d'Inde des textes bouddhiques, expédition romancée par la suite dans l'ouvrage célèbre La Pérégrination vers l'Ouest, bien que certains témoignages fassent état de voyages jusqu'à la péninsule Arabique dès la dynastie Han, au début du premier millénaire. Des cartes marines chinoises circulent dans le golfe Persique parmi les marins arabes, suivis de Vénitiens.
La plupart des récits sont retracés par Ma Huan (馬歡), fidèle compagnon de route de l'amiral Zheng He. Durant leurs voyages, Ma Huan note minutieusement des éléments concernant la géographie, les lois, la politique, les conditions climatiques, l'environnement, l'économie, les coutumes locales. La compilation a été traduite en français les: Merveilles des océans (瀛涯勝覽).
Les récits sont initialement destinés à l'empereur, relatant notamment trois des sept expéditions dans les « océans occidentaux » :
| Chronologie | Date      | Régions parcourues |
| ----------- | --------- | --- |
| 1er voyage  | 1405-1407 | Champā, Java, Palembang, Malacca, îles Aru, Sumatra, Ceylan, Cochinchine, Calicut                                                                                          |
| 2e voyage   | 1407-1409 | Champā, Java, Siam, Cochinchine, Ceylan |
| 3e voyage   | 1409-1411 | Champā, Java, Malacca, Sumatra, Ceylan, Quilon, Cochinchine, Calicut, Siam, Lambri, Kaya, Coimbatore, Puttanpur                                                            |
| 4e voyage   | 1413-1415 | Champā, Java, Palembang, Malacca, Sumatra, Ceylan, Cochinchine, Calicut, Kayal, Pahang, Kelantan, Aru, Lambri, Ormuz, Maldives, Mogadiscio, Malindi, Aden, Mascate, Dhofar |
| 5e voyage   | 1416-1419 | Champā, Pahang, Java, Malacca, Sumatra, Lambri, Ceylan, Sharwayn, Cochinchine, Calicut, Ormuz, Maldives, Mogadiscio, Brawa, Malindi, Aden                                  |
| 6e voyage   | 1421-1422 | Ormuz, Afrique de l'Est, Péninsule arabique |
| 7e voyage   | 1430-1433 | Champā, Java, Palembang, Malacca, Sumatra, Ceylan, Calicut, Ormuz... |

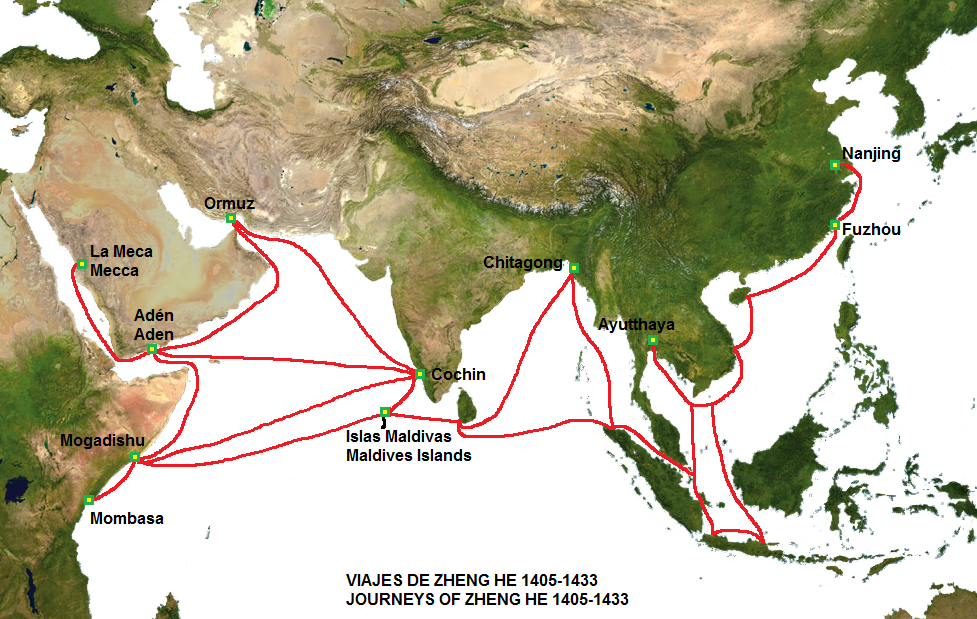
Itinéraire des voyages de Zheng He de 1405 à 1433.

La première compilation date de 1416 environ. Après son premier retour, la version finale est imprimée en 1451. La traduction anglaise est réalisée par John V.G. Mills pour Hakluyt Society en 1970.
D'invention chinoise, l'impression des cartes marines, le gouvernail d'étambot et la boussole ont permis la navigation hauturière qui n'intéressait pas la Chine impériale, mais qui a permis à l'Occident de faire ses découvertes.

## Hypothèse de la circumnavigation chinoise

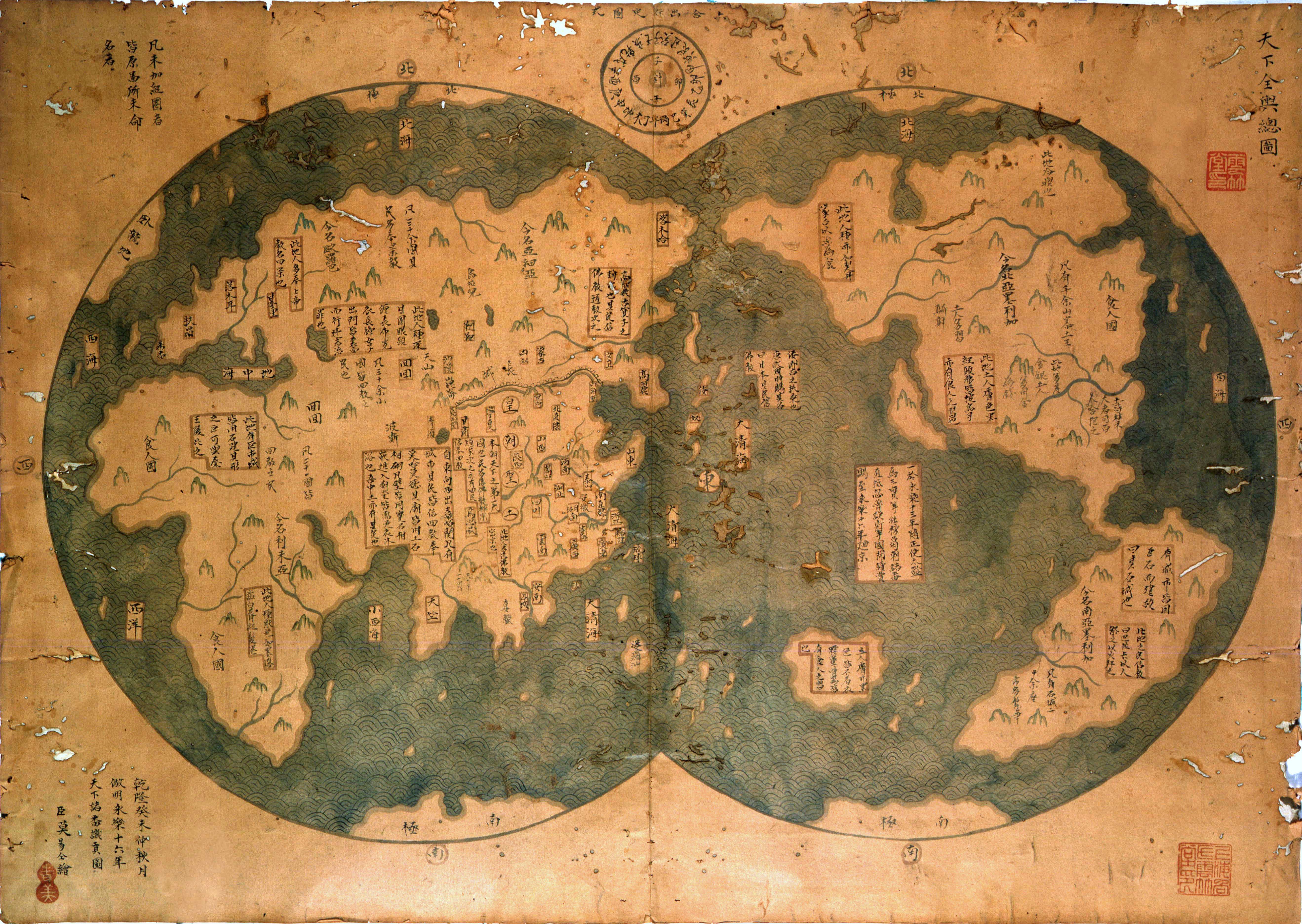
Carte dite de Liu Gang, présentée comme la reproduction en 1763 d'une carte de 1418. Probablement un faux ou une copie d'une carte européenne du XVIIIe siècle,.

En 2002, une thèse, d'un militaire britannique Gavin Menzies soutint qu'une partie de la flotte aurait contourné le sud du continent africain pour remonter l'Atlantique jusqu'aux Antilles ; une autre partie aurait franchi le détroit de Magellan pour explorer la côte ouest de l'Amérique et, finalement, une troisième partie aurait navigué dans les eaux froides de l'Antarctique. Les côtes de l'Australie auraient même été atteintes lors de ces voyages d'exploration. Ils seraient donc, selon Menzies, les premiers à avoir fait le tour du monde.
Cette hypothèse a reçu de sévères critiques des chercheurs en histoire spécialistes de ces régions et de cette période,,.

## Culte de Zheng He

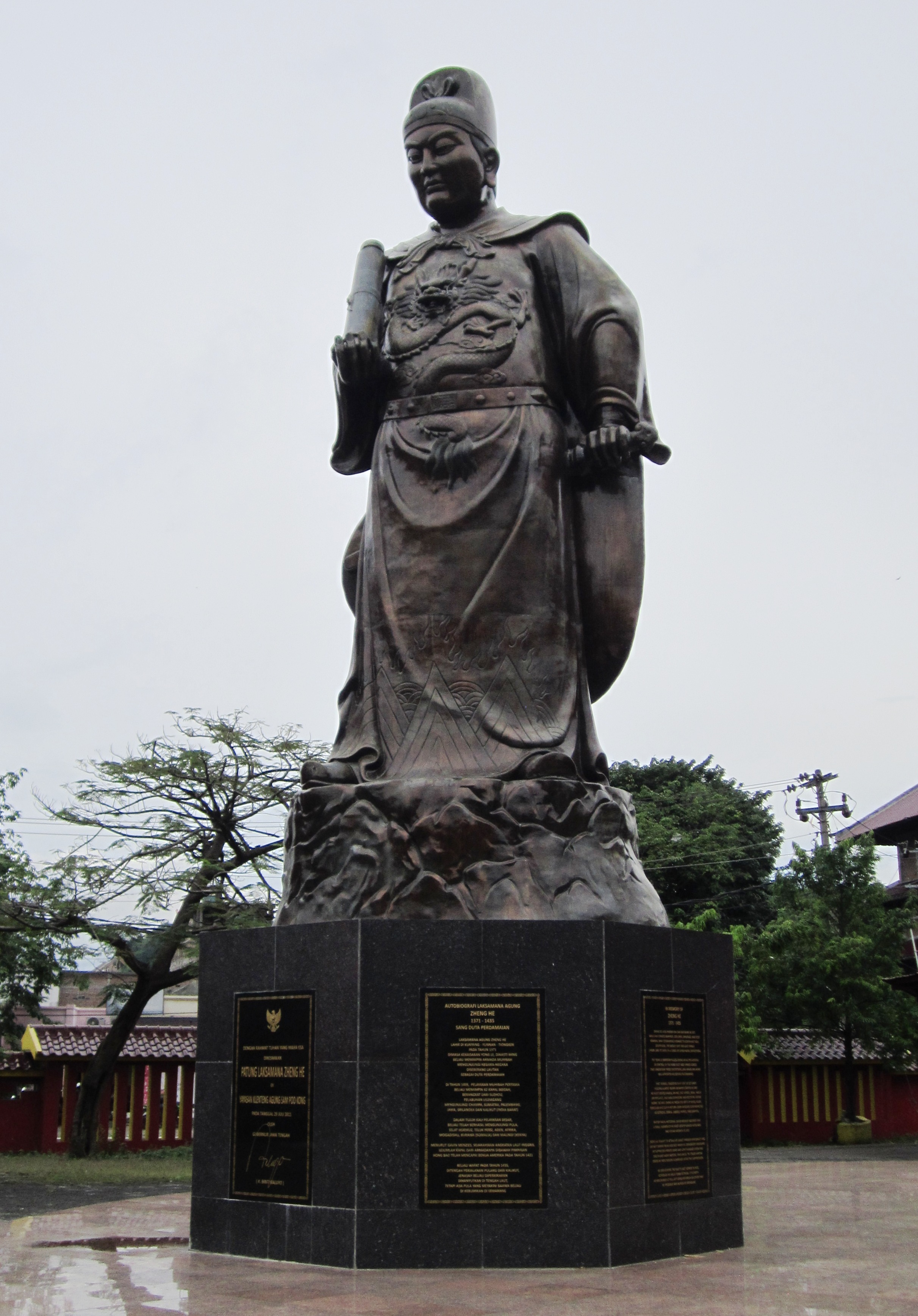
Statue de Zheng He au temple de Sam Po Kong (le « Maître des Trois Joyaux ») à Semarang en Indonésie.

Sur la côte nord de l'île de Java en Indonésie, Zheng He est l'objet d'un culte. Des temples (klenteng) lui sont dédiés, dont le plus connu et le plus visité est le Sam Poo Kong à Semarang.
Le 11 juillet 2005, la Chine a célébré le 600e anniversaire des voyages maritimes de l'amiral Zheng He. À cette occasion, de nombreux articles, publiés par Le Quotidien du peuple (Renmin ribao), ont souligné le « caractère essentiellement pacifique » de la Chine d'hier comme d'aujourd'hui. Ce parallèle est repris dans des articles récents.
En outre, une mosquée portant son nom, la Mesjid Cheng Ho, a été construite à Surabaya par une association de Chinois d'Indonésie musulmans et inaugurée en 2007.

#### Livres
- René Rossi,  Ma Huan, Ying-yai Sheng-lan  Étude Globale des Rivages des Océans, juin 2018 Éditions Au Pays Rêvé : traduction intégrative ternaire commentée des voyages.
- Edward L. Dreyer, Zheng He : China and the oceans in the early Ming dynasty, 1405-1433, Pearson Longman, 2007  (ISBN 0-321-08443-8)
- Jacques Gernet, Le monde chinois, Armand Colin, 1972 réédition 1980 à 1999 et Agora Pocket, 2006, tome 2. L'époque moderne Xe siècle - XIXe siècle p. 137-145  (ISBN 2-266-16133-4)
- Pierre Gamarra, Vie et prodiges du grand amiral Zheng He, Mazarine, 2000.  (ISBN 2-86374-325-2)
- Maurice Gipouloux, La Méditerranée asiatique - XVIe – XXIe siècles, CNRS, 2009
- Gianni Guadalupi, Zheng He, sur les traces du premier navigateur chinois,
- Dominique Lelièvre, Le dragon de lumière : les grandes expéditions des Ming au début du XVe siècle, France-Empire, 1996  (ISBN 2-7048-0787-6)
- Dominique Lelièvre, Voyageurs chinois à la découverte du monde de l'Antiquité au XIXe siècle, Olizane, 2004
- Louise Levathes, Les navigateurs de l'Empire Céleste : la flotte impériale du Dragon, 1405-1433, Filipacchi, 1994  (ISBN 2-85018-302-4)
- Gavin Menzies, 1421, l'année où la Chine a découvert l'Amérique, Intervalles, 2007 (traduit de 1421, the year China discovered the world, Bantam Books, 2002)
- Michael Yamashita, Zheng He : sur les traces du premier navigateur chinois des océans, White Star, 2006  (ISBN 978-88-6112-000-6)

#### Articles
- 14/04/2005, Le fameux navigateur de la dynastie des Ming de nouveau sur les flots, China Internet Information Center
- 02/06/2005, Un voilier sur une route historique, Renmin Ribao
- 14/06/2005, Admiral Zheng He (1371-1433), China Internet Information Center.
- 23/06/2005, Chronologie des voyages maritimes de Zheng He, Renmin Ribao
- 23/06/2005, Voyages de Zheng He dans « l'ouest de l'océan » : promouvoir un commerce équitable, Renmin Ribao
- 23/06/2005, Influence des voyages maritimes de Zheng He sur l'île de Bali en Indonésie, Renmin Ribao
- 27/06/2005, « Repas de navigation de Zheng He » est présenté à Nanjing, Renmin Ribao
- 28/06/2005, Chine: cérémonie du lancement de l'album de peintures « Epopée de Zheng He », Renmin Ribao
- 29/06/2005, Publication d'un timbre commémoratif concernant Zheng He, Renmin Ribao
- 29/06/2005, Macao : célébration du 600e anniversaire des exploits de Zheng He, Renmin Ribao
- 05/07/2005, Beijing : exposition sur les voyages maritimes de Zheng He, Renmin Ribao
- 07/07/2005, Des membres de l'équipage de Zheng He ont-ils des descendants en Afrique ?, Renmin Ribao
- 11/07/2005, Inauguration d'une exposition honorant un célèbre navigueur chinois à Shanghai, Renmin Ribao
- 13/07/2005, Les périples de Zheng He contre la version sur la menace de la Chine, Renmin Ribao
- 26/07/2005, Le 22e Congrès international de l'histoire de la science a lieu à Beijing, Renmin Ribao
- 02/08/2005, Zheng He, navigateur musulman chinois du XVe siècle, Renmin Ribao
- 04/08/2005, L'apport de Zheng He à Semarang, Renmin Ribao
- 18/08/2005, « La réponse de Matteo Ricci » : titre d'un discours prononcé par Yu Qiuyu au Symposium sur les civilisations mondiales, Renmin Ribao
- 01/11/2005, Les Sept Expéditions Ming de l'Amiral Zheng He, ArtsLivres
- 09/01/2006, La coopération sino-kényane à la recherche du navigateur Zheng He, Renmin Ribao
- 28/03/2006, Publication du palmarès des dix navires chinois les plus célèbres, Renmin Ribao
- 13/08/2010, Archéologie : à la recherche des traces laissées par la flotte de Zheng He, Renmin Ribao
- 16/07/2012, Une réplique du navire de Zheng He pour naviguer en 2014, Renmin Ribao
- 24/08/2012, À la recherche de la ville de Kenya visitée par l'explorateur chinois Zheng He, Renmin Ribao
- 01/02/2012, Le Sri Lanka célèbre le grand navigateur chinois Zheng He, Renmin Ribao
- 07/02/2013, Jia Qinglin visite la ville historique de Malacca en Malaisie, Renmin Ribao
- Pierre Grumberg, « Les monstres fantômes de la marine chinoise », Guerre et Histoire, no hors série n°1,‎ juillet 2016, p. 34-38 (ISSN 2115-967X).